# Герлебог
Герлебог (нем. Gerlebogk) — деревня в Германии, в земле Саксония-Анхальт, входит в район Зальцланд в составе городского округа Кённерн.
Население составляет 320 человек (на 31 декабря 2008 года). Занимает площадь 5,77 км².

## История
Первое упоминание о поселении относится к 1182 году.
В 1798 году вблизи деревни началась добыча бурого угля открытым способом. В настоящий момент большинство карьеров затоплены, и используются в качестве прудов.
До 31 декабря 2009 года Герлебог образовывала собственную коммуну, куда также входило село Бервиц (нем. Berwitz 51°41′13″ с. ш. 11°49′51″ в. д.).
1 января 2010 года, после проведённых реформ, Герлебог вошёл в состав городского округа Кённерн в качестве района. В этот район также вошёл Бервиц.

## Галерея

Герлебог на карте городского округа
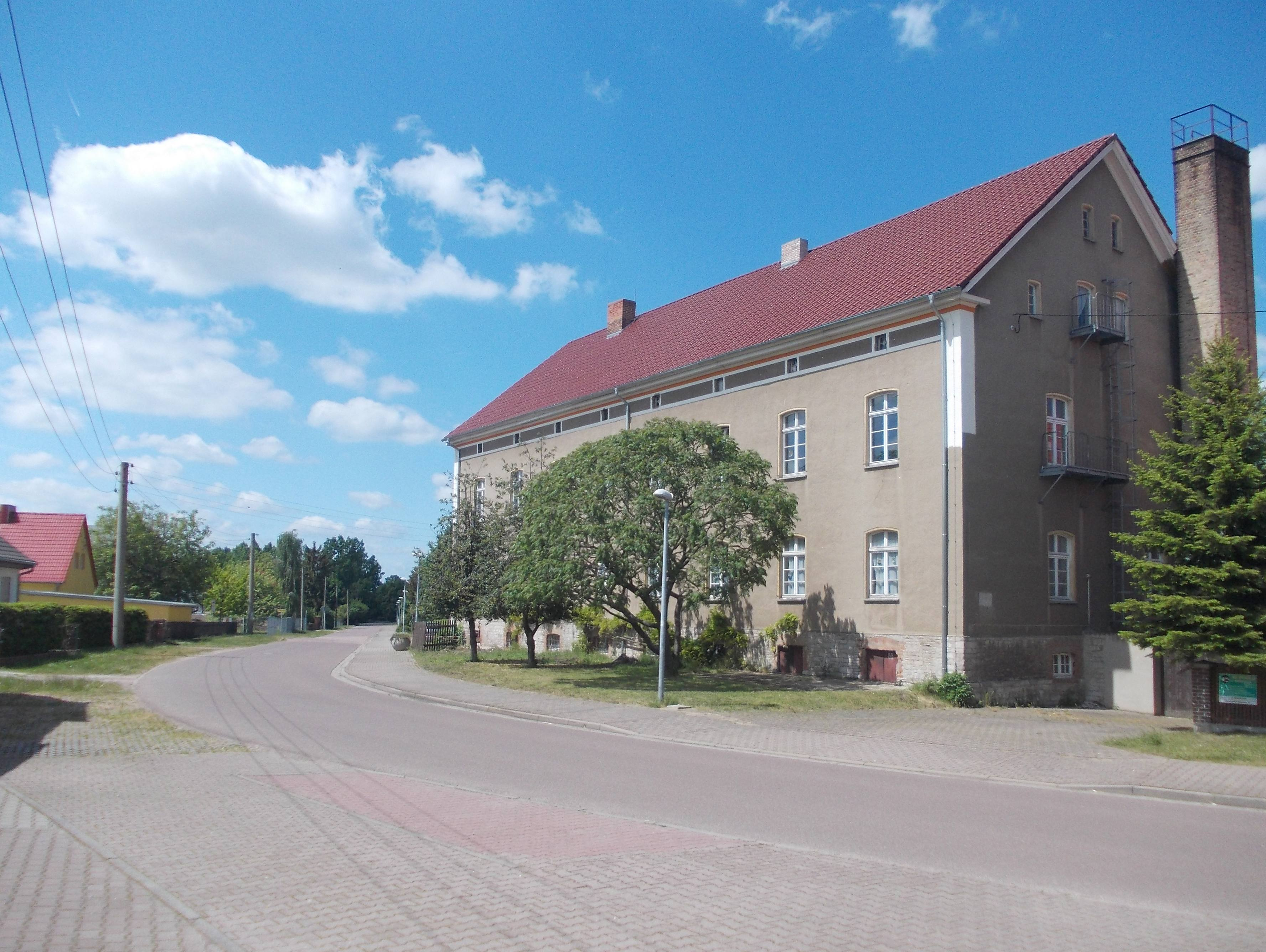
Школа в Герлебоге
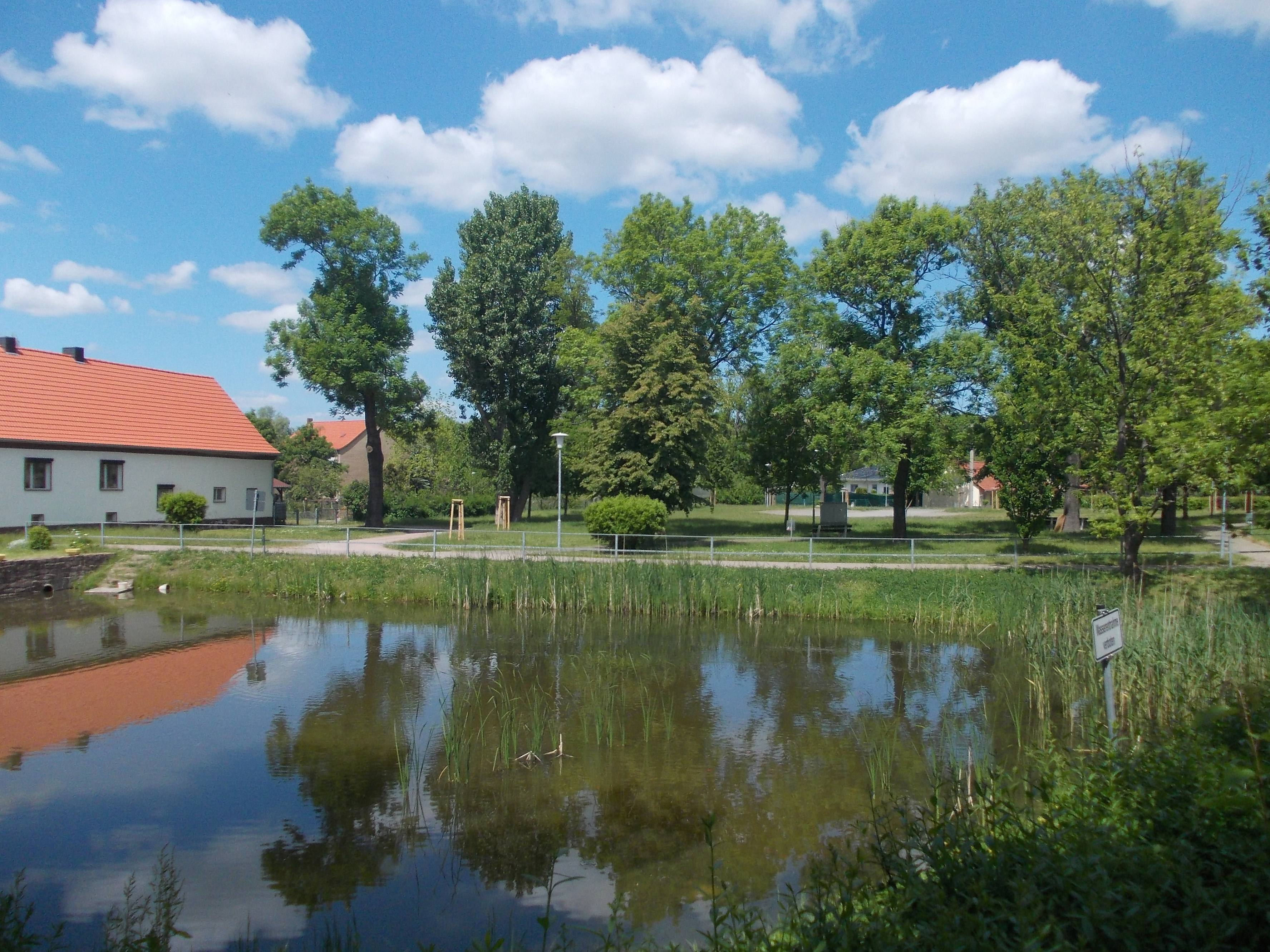
Деревенский пруд
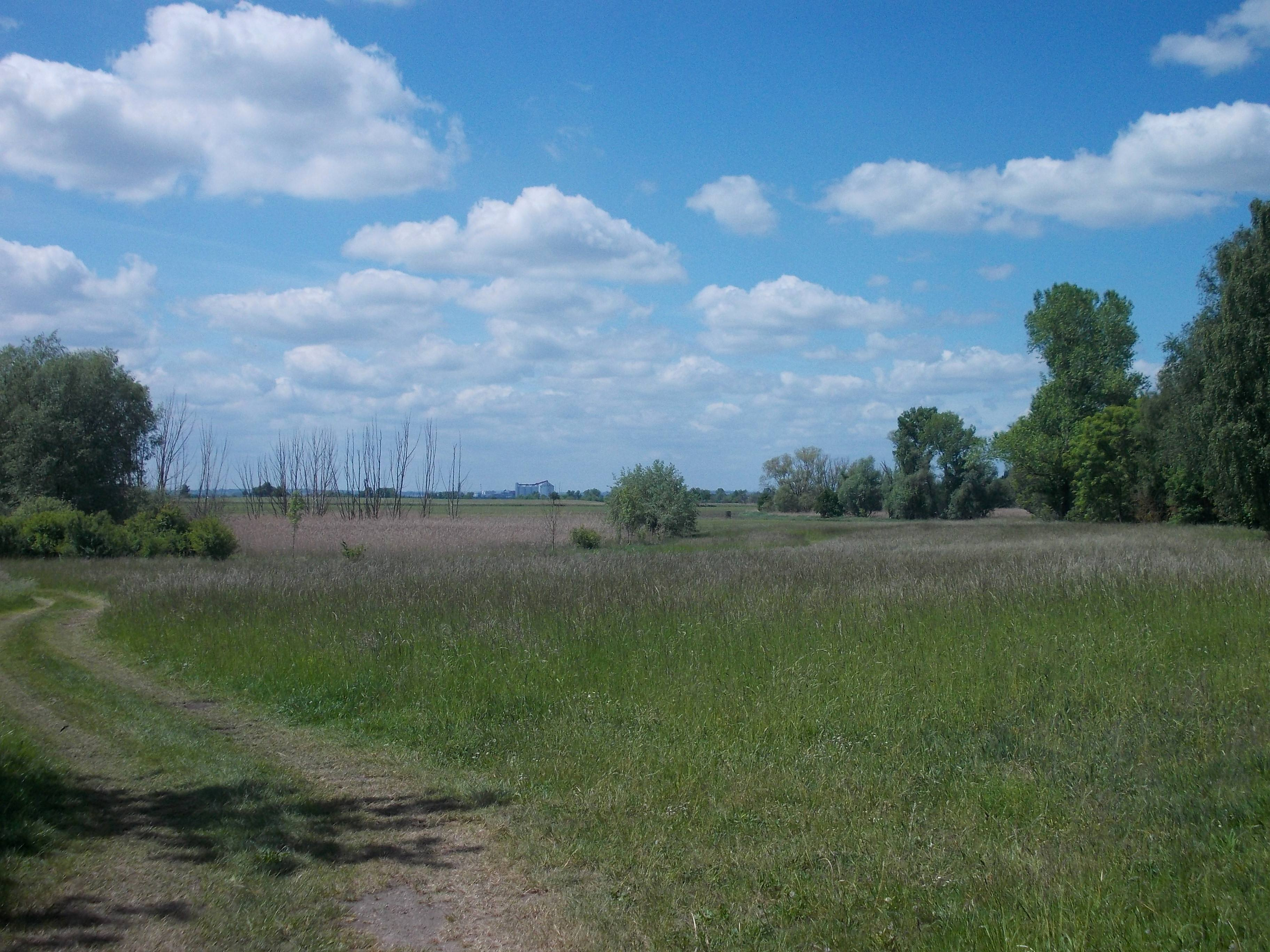
Местность вблизи Герлебога